# محمود قول آغاسي
محمود قول آغاسي (1973-2007) المُلقب بأبو القعقاع، إمام وخطيب وداعية وشيخ مسلم سوري بارز من مدينة حلب درس في الثانوية الشرعية بحلب ثم كلية الشريعة بدمشق. وحصل على درجة الماجستير والدكتوراة من جامعة كراتشي الباكستانية للعلوم الإسلامية فرع سوريا.
```
اشتهر بخطبه الحماسية التي جذبت العديد من الشباب، حيث ركزت دعوته على الجهاد والمقاومة، خاصة في سياق 
الاحتلال الأمريكي للعراق
. أسس جماعة دعوية في 
حلب
 أطلق عليها اسم 
غرباء الشام
، وكان له حضور قوي في الأوساط الإسلامية، حيث زار العديد من البلدان الإسلامية والعربية، متصلاً بقادة التنظيمات الإسلامية ومطلعًا على تطورها.
```

## ولادته ونشأته
محمود قول آغاسي المُلقب بأبو القعقاع وُلد في مدينة حلب السورية عام 1973 من أصول تركمانية، وكنيته تعني باللغة التركية القديمة «النقيب العسكري». يُعتقد أنه ينتمي إلى عائلة متواضعة من الطبقة العاملة في حلب. لم توثق المعلومات عن طفولتهِ المبكرة، لكن المتوفر منها يشير إلى أنه نشأ في بيئة متدينة نسبياً، وكان منذ صغره مهتمًا بالدراسات الإسلامية.

## شخصيته وحياته العائلية
كان يتمتع بشخصية كاريزماتية جعلته قادرًا على التأثير في الشباب بسهولة واشتهر ببساطة أسلوبه في التعامل مع أتباعه وإظهار التواضع، مما زاد من شعبيته.
بينما لم تُسلط الأضواء كثيرًا على حياته العائلية لمحاولته الحفاظ على خصوصية عائلته، لكن قيل إنه كان متزوجًا ولهُ أطفال.

## التحصيل العلمي
التحق بمدارس تحفيظ القرآن والدراسات الشرعية في حلب، حيث برز بسرعة بفضل ذكائه اللغوي وقدرته على الحفظ. حصل على تعليم تقليدي في العلوم الشرعية، مما أهّله لاحقًا لتولي دور قيادي في مجال الدعوة الإسلامية.
أظهر اهتمامًا مبكرًا بفن الخطابة وتأثيرها في الجمهور. كان يشارك في المساجد ويلقي الكلمات البسيطة، مما أكسبه شعبية محلية منذ شبابه.

## بداية نشاطه الدعوي وأسلوبه في الخطابة
بدأ نشاطه الدعوي في عقد التسعينيات بمدينة حلب، حيث تميز بأسلوب خطابي مؤثر ومسرحي. استخدم اللغة الحماسية والمجازات البلاغية التي تستهدف مشاعر الشباب.
ركزت خطبه على أهمية الجهاد في مواجهة العدو الكافر، مع تركيز خاص على الأوضاع في فلسطين والعراق بعد الانتفاضة الفلسطينية الثانية التي اندلعت عام 2000 والغزو الأمريكي للعراق عام 2003. استخدم آيات قرآنية وأحاديث نبوية لدعم دعوته للجهاد، مما أكسبه شعبية بين الشباب الذين استجابوا لدعوته للسفر إلى العراق والانضمام للمقاومة المسلحة. 

## تأسيس جماعة غرباء الشام ودورها
أسس أبو القعقاع، جماعتهُ الدعوية في مدينة حلب تحت اسم غرباء الشام في أواخر عقد التسعينيات أو أوائل الألفينيات.
كانت هذه الجماعة تُعرف بطابعها الحماسي والجهادي، وركزت على نشر فقه الدعوة وتعبئة الشباب للانخراط في قضايا الأمة، خصوصًا في سياق الاحتلال الأمريكي للعراق.
تمحورت أهداف غرباء الشام حول ثلاثة محاور رئيسية:
- تقديم دروس وخطب تهدف إلى تعزيز الهوية الإسلامية للشباب، والتأكيد على القيم الجهادية. [4]
- تيسير إرسال الشباب السوريين وغيرهم من الجنسيات إلى العراق للانضمام إلى فصائل المقاومة المسلحة.
- تنظيم فعاليات دينية واجتماعية تهدف إلى نشر الوعي بالقضايا التي تهم المسلمين، مثل فلسطين والعراق.[5]

أنشطة الجماعة:
- ركزت الجماعة على إقامة خطب أسبوعية في المساجد بحلب، حيث كان أبو القعقاع يلقي خطبًا حماسية تعبّر عن دعمه للمقاومة في العراق.
- نظمت الجماعة معسكرات تدريبية للشباب، حيث تم تعليمهم أساسيات استخدام الأسلحة والتكتيكات القتالية. كان يُعتقد أن هذه التدريبات تهدف إلى إعداد المقاتلين قبل إرسالهم إلى العراق.[6]
- أنشأت الجماعة مواد إعلامية، مثل الأقراص المدمجة والمنشورات التي تحتوي على خطب ومحاضرات أبو القعقاع، وكانت تُوزع على نطاق واسع في سوريا وخارجها.

الدور في الجهاد بالعراق
مع الغزو الأمريكي للعراق عام 2003، تحولت غرباء الشام من جماعة دعوية إلى حركة فعالة في دعم المقاومة المسلحة, عملت الجماعة على تجنيد المقاتلين فاستقطبت مئات الشباب الذين تأثروا بخطب أبو القعقاع، وأصبحوا على استعداد للانضمام إلى المقاومة العراقية.
ويسرت الجماعة العبور إلى العراق عبر توفيرها شبكة لوجستية تُسهِّل انتقال المجندين عبر الحدود السورية العراقية وكانت حلب تُعد نقطة انطلاق رئيسية لهؤلاء المقاتلين.
ارتبطت الجماعة فيما بعد بعلاقات مع الفصائل الجهادية في العراق، مما عزز مكانتها كجهة مؤثرة في دعم المقاومة.
ووُصف ابو القعقاع بأنه كان وسيطًا بين شبكات التجنيد في سوريا والجماعات المسلحة في العراق.
مع ذلك، اتهمته بعض الفصائل الجهادية بخيانة المجاهدين وتسليمهم للأجهزة الأمنية، مما أدى إلى صدور فتاوى مناوئة له.

## الجدل حول علاقته بالأجهزة الأمنية السورية
المتهمون بعلاقته بالأجهزة الامنية
رأى المتهمون أن السلطات السورية تغاضت عن نشاطهِ في تجنيد الشباب وإرسالهم إلى العراق، معتبرين ذلك مؤشرًا على وجود تنسيق غير مباشر, زاعمين أن هذا التغاضي ساعد نظام الأسد على تفريغ البلاد من العناصر الجهادية التي قد تشكل تهديدًا داخليًا واستفاد منه في توجيه الضغط نحو القوات الأمريكية في العراق، مما يخدم مصالحه الاستراتيجية.
ووفقًا لبعض التقارير، عمل كـ"طُعم" لاستدراج المقاتلين والتعرف على توجهاتهم.
مع مرور الوقت، انقسمت الجماعة إلى فصائل مختلفة، بعضها بدأ يشكك في نوايا أبو القعقاع ودوره الحقيقي مما أدى إلى انسحاب بعض الأعضاء أو تحولهم إلى فصائل جهادية أخرى.
بعض المراقبين ادعوا أن أبو القعقاع كان يُمنح حرية كبيرة في العمل مقارنةً بالدعاة الآخرين في سوريا، مما زاد من الشكوك حول علاقته بالسلطات.
وأشار بعض المحللين إلى أن طريقة اغتياله قد تكون محاولة للتخلص منه بعد انتهاء دوره، مما يعزز فرضية العلاقة بينه وبين النظام.
المنكرون لعلاقته بالاجهزة الأمنية
أنكر أتباعه هذه المزاعم، مشيرين إلى أنه كان دائمًا تحت مراقبة الأجهزة الأمنية وأنه استُدعي أكثر من مرة للتحقيق بشأن نشاطاته الدعوية التي كانت مريبة لنظام الأسد.
وزعموا أن جماعة غرباء الشام لم تُمنح حرية مطلقة في نشاطاتها، بل تعرضت لضغوط وتهديدات من الأجهزة الأمنية ودليل ذلك إغلاق مسجد العادلية في حلب الذي كان يعتبر المركز الرئيسي لنشاط أبو القعقاع أكثر من مرة، مما اعتبره أتباعه دليلًا على عدم وجود تنسيق بينه وبين النظام.
أكد أتباعه أن أبو القعقاع داعية مخلص لم يكن لديه أي نوايا سياسية أو ارتباطات بأجهزة أمنية وأن هدفه الأساسي كان نصرة الإسلام والجهاد ضد الاحتلال الأمريكي للعراق، وليس العمل لحساب أي جهة حكومية.
وشددوا على أن الاتهامات التي وجهتها إليه بعض الجماعات الجهادية، مثل تنظيم القاعدة، لم تكن مبنية على حقائق، بل على سوء فهم ونزاعات داخلية.
مشيرين إلى أن مقتله عام 2007 يعكس خطورة مواقفه وشجاعته في مواجهة الأطراف التي حاولت تشويه سمعته، سواء كانت جماعات جهادية أو أجهزة أمنية.
تأثير هذه المزاعم على إرثه
ظل الجدل حول ارتباط أبو القعقاع بالأجهزة الأمنية جزءًا من إرثه المعقد.
بالنسبة لأتباعه، فإن إنكارهم لهذه الاتهامات كان محاولة لتبرئة ساحته وإظهار صدق نواياه. في المقابل، بينما استغل منتقدوه هذه المزاعم للطعن في مصداقيته وتشويه دوره الدعوي والجهادي.
الخلاصة انه إنكار أتباع أبو القعقاع لعلاقته بالأجهزة الأمنية كان جزءًا من دفاعهم عن إرثه وشخصيته، مستندين إلى ما وصفوه بأنه ملاحقات أمنية وتضييق على نشاطاته. ومع ذلك، فإن المزاعم المقابلة التي ربطته بتنسيق غير مباشر مع السلطات السورية تبقى جزءًا من الجدل الدائر حول شخصيته، مما يجعل من الصعب الوصول إلى صورة واضحة حول دوره الحقيقي.

## الاغتيال الغامض
في 28 سبتمبر 2007، اغتيل أبو القعقاع، بعد خروجه من صلاة الجمعة في جامع الإيمان بحي حلب الجديدة. وفقًا لشهود عيان، نفذ العملية مسلح مجهول نزل من سيارة (بيك أب) أطلق النار عليه ولاذ بالفرار، مما أدى إلى إصابته في البطن والرأس. بعدها نُقل أبو القعقاع إلى مستشفى الشهباء في حلب حيث فارق الحياة بعد ساعات متأثرًا بجراحه وقد قبض على القاتل ولكنهُ اختفى في سجون بشار الأسد ولم يعد يذكره أحد ولم يُعرف شيء عن محاكمته.
أثار اغتياله تساؤلات حول هوية الجهة المسؤولة والدوافع وراء الحادث. بعض المصادر أشارت إلى أن القاتل كان أحد الشباب الذين تأثروا بخطبه، بينما ذهب آخرون إلى اتهام جماعات جهادية أُخرى معارضة له. كما لم تُستبعد فرضية تورط أجهزة أمنية في الحادث نظرًا للجدل الذي أحاط بعلاقته المحتملة مع السلطات السورية.

## إرثه وتأثيره
هناك روايات عديدة تشير إلى أن أبو القعقاع كان شخصية ذات تأثير على مجموعة من الأفراد الذين أصبحوا لاحقًا رموزًا بارزة في الحركات الجهادية.
من بين هذه الروايات، يُذكر أن أحمد الشرع، المعروف بـأبو محمد الجولاني، أمير هيئة تحرير الشام، كان يتردد إلى دروس أبو القعقاع في سوريا قبل أن يتوجه إلى العراق.
يُقال إن الجولاني، كان يتردد إلى حلب لفترة قصيرة حيث كان مسجد العادلية (مقر نشاط أبو القعقاع) مكانًا يجذب الشباب المتحمسين لأفكار الجهاد.
خلال تلك الفترة، حضر أحمد الشرع بعض خطب أبو القعقاع التي كانت تتميز بالطابع الحماسي والجهادي، والتي ركزت على أهمية المقاومة ضد الاحتلال الأمريكي في العراق.
التأثير الفكري على أحمد الشرع
يعتقد بعض المراقبين أن خطاب أبو القعقاع قد أثر على الشرع في تبني الأفكار الجهادية والسعي للانخراط في المقاومة المسلحة للدفاع عن المسلمين في العراق، خاصة مع الغزو الأمريكي للعراق في عام 2003.
كانت خطب أبو القعقاع تعتمد على استنهاض مشاعر الشباب ودفعهم نحو الجهاد، وهو ما يتماشى مع السياق الفكري الذي تبناه الشرع لاحقًا.
ولأن أبو القعقاع كان يدير شبكة غير رسمية لتجنيد الشباب وتيسير عبورهم إلى العراق وارتباطه بالشرع في الوقت ذاته، يُعتقد ان أبو القعقاع كان هو من ساهم في انطلاق الشرع حيث انضم إلى صفوف المجاهدين هناك وبدأ مشواره كعضو ناشط في التنظيمات الجهادية.
مع ذلك لا يوجد دليل قاطع يربط بين أبو القعقاع والشرع بشكل مباشر كأستاذ وتلميذ، لكن تأثير خطبه وأفكاره الجهادية يبدو واضحًا.
ولكن هذه العلاقة بين أبو القعقاع والشرع هي جزء من الصورة الأكبر لدور أبو القعقاع في تشكيل مسار الحركات الجهادية بداية الألفينيات.
سواء كانت هذه العلاقة مباشرة أو غير مباشرة، فإن تأثير أبو القعقاع الفكري والعملي على جيل من الشباب الذين أصبحوا لاحقًا قادة في الحركات الجهادية يبقى موضوعًا يستحق الدراسة والبحث.
خطب ومحاضرات أبو القعقاع المسجلة
لا تزال خطبه ومحاضراته متداولة على الإنترنت، حيث يُنظر إليها على أنها جزء من تاريخ الحركات الجهادية في المنطقة.
الانقسام حوله
يرى البعض أنه كان داعية مخلصًا دفع حياته ثمنًا لأفكاره.
بينما يراه آخرون شخصية غامضة لعبت دورًا في لعبة أكبر من قدراته، وأنه لربما كان مجرد أداة بأيدي قوى مختلفة.